# Musée des Mégalithes de Wéris
Le musée des Mégalithes de Wéris est un musée situé à Wéris, petit village de la commune de Durbuy, dans la province de Luxembourg, en Belgique. Wéris est connu pour son site mégalithique, unique en Belgique. Pour faire mieux connaitre ce patrimoine aux visiteurs, l'association Terre de Durbuy a ouvert le musée en 1994.

## Description
Situé au centre du village, ce musée, récemment rénové, accueille les visiteurs désireux d'explorer le site mégalithique et la région. Il donne une information sur les mégalithes de Wallonie, en particulier ceux de Wéris, mais aussi sur les populations d'agriculteurs du Néolithique qui ont construit ces monuments. On peut y voir notamment une maquette représentant la construction du dolmen de Wéris, des maquettes d'un camp de chasseurs nomades et d'un village néolithique, divers objets et reconstitutions, des panneaux didactiques, des séquences multimédia. Un film de 12 minutes sur le site mégalithique peut également être visionné.

## Autres services
Une boutique propose livres, brochures, plans de promenade, cartes postales et souvenirs. Il y a également une cafétéria avec terrasse.

## Visites guidées
L'association propose des visites guidées du site mégalithique, du musée, des pierres à légendes, du village, de l'église romane du XIe siècle.